# Bubikon
 (septembre 2021).
Si vous disposez d'ouvrages ou d'articles de référence ou si vous connaissez des sites web de qualité traitant du thème abordé ici, merci de compléter l'article en donnant les références utiles à sa vérifiabilité et en les liant à la section « Notes et références ».
Bubikon est une commune suisse du canton de Zurich qui fait partie du district de Hinwil.

## Géographie

Photo aérienne prise à 500 m par Walter Mittelholzer (1922).

La commune de Bubikon (qui existe depuis 1884) inclut les villages de Bubikon et Wolfhausen, les hameaux de Barenberg (à l'est de Wolfhausen), Berlikon (au sud de Wolfhausen), Bürg (au nord de Wolfhausen), Lanzacher (au nord-ouest de Bubikon), Wändhüslen (au nord de Bubikon) et Widenswil (entre Bubikon et Wolfhausen).
La commune est située sur la ligne de partage des eaux entre la Glatt et le lac de Zurich. Le point culminant de la commune est le Hombergchropf (entre Bubikon et Bürg) à 568 m ; le point le plus bas est le Schwarz , qui délimite la commune à l'ouest (Rüti) et est situé à 480 m.

## Armoiries

Photo aérienne prise à 500 m par Walter Mittelholzer (1922).

Les armoiries de la commune de Bubikon figurent déjà dans la chronique de Johannes Stumpf (1548), qui fut curé et prieur de la commanderie de Bubikon. Les armoiries apparaissent dans le vitrail armorié de Grüningen datant de 1595 et sur une bannière de 1627. David Herrliberger répertorie l'ancien blason de la Commanderie dans sa Topographie helvétique en 1765. Au cours de la préparation des armoiries municipales de Zurich, la commission héraldique a suggéré d'adopter ces armoiries plus anciennes et plus simples, mais le conseil municipal a refusé, et les armoiries "traditionnelles" avec la croix de Saint Jean ont été adoptées le 14 janvier 1926 comme armoiries municipales officielles.

## Monuments

Photo aérienne prise à 500 m par Walter Mittelholzer (1922).

La commanderie de Bubikon se dresse sur un promontoire au sud-est de la commune. Le domaine a été donné en offrande à l'Ordre de Saint-Jean par Diethelm V. von Toggenburg en 1192 et a ensuite été agrandi pour devenir une commanderie. Lorsque Zurich abolit les monastères et les ordres en 1525, les représentations de l’Ordre de Saint Jean de Wädenswil et Bubikon ne furent pas affectées ; cependant, Zurich en reprend l'administration à Bubikon de 1528 à 1532. La maison principale a été agrandie pour la dernière fois en 1570 et est aujourd'hui la commanderie e l’Ordre de Saint Jean la mieux conservée d'Europe. Le site appartient à la Société de La Commanderie de Bubikon, fondée en 1936, qui l'entretient et gère un musée sur l'histoire des croisades et des ordres de chevalerie.

## Golf Club Bubikon

Photo aérienne prise à 500 m par Walter Mittelholzer (1922).

Le Golf Club Bubikon existe depuis 1993, avec l’objectif de promouvoir et rendre accessible le golf au plus grand nombre. Le parcours de 9 trous offre un défi pour tous les niveaux de jeu avec une vue sur les Alpes et le Bachtel. 

## Gastronomie

Photo aérienne prise à 500 m par Walter Mittelholzer (1922).

## Randonnées & Promenades

Photo aérienne prise à 500 m par Walter Mittelholzer (1922).